# Filip Souček
Filip Souček (Štěpánkovice, 18 settembre 2000) è un calciatore ceco, centrocampista dello Sparta Praga.

## Caratteristiche tecniche
È un centrocampista centrale.

## Carriera
Cresciuto nel settore giovanile dell'Opava, ha esordito in prima squadra l'11 maggio 2019 disputando l'incontro di 1. liga vinto 3-2 contro il Dukla Praga.